# Hugo Hegeland
Hugo Oscar Hegeland, född 18 april 1922 i Gustavi församling i Göteborg, död 10 oktober 2009 i Göteborg, var en svensk nationalekonom, moderat politiker, riksdagsledamot och författare.

## Biografi
Hugo Hegeland växte upp på Ekedalens barnhem i Majorna och senare på Majornas barnhem i Göteborg samt i två fosterhem. Han bodde en kortare tid hos en familj för att sedan under 10 års tid bo hos fosterföräldrarna Emma och John i Majorna. 1978 gav han ut boken Barnhemsbarn: min kollektiva uppväxt, som skildrar hans uppväxt i slutet av 1920-talet och början av 1930-talet.
Hegeland, som tog studentexamen 1942, studerade på Göteborgs högskola och blev politices magister 1945, filosofie licentiat 1947 och filosofie doktor i nationalekonomi 1952 på en doktorsavhandling med titeln The quantity theory of money. Han tillbringade del av sin doktorandtid 1947–1948 i USA respektive som biträdande lärare vid Handelshögskolan i Göteborg 1948–1949 och 1951–1952 samt var tillförordnad professor där 1953–1954.
Perioden 1952-1960 tillbringade Hegeland omväxlande vid Lunds universitet, där han blev docent 1953, vid Handelshögskolan i Göteborg, i Frankrike och i Afrika. Han återkom  till Göteborgs universitet 1961-1964 och blev därefter i januari 1965 den förste professorn i nationalekonomi vid Umeå universitet och verksam som det fram till 1969. Efter ett mellanspel som chefredaktör och ansvarig utgivare för Veckans Affärer 1969-1970 var Hegeland rektor för Socialhögskolan i Göteborg 1970–1977, då socialhögskolan uppgick i Göteborgs universitet i samband med den stora högskolereformen 1977. Hegeland hade 1978–1987 en personlig tjänst som professor vid Göteborgs universitet och var chefredaktör för tidskriften Företagsekonomi 1982–1986. Hugo Hegeland blev inspektor vid Maria Elementarskola i Stockholm 1978, vice ordförande i Svenska Företagares Riksförbunds lokalavdelning i Göteborg 1982 samt ledamot av delegationen för jämställdhetsforskning 1983.

## Politiska åsikter och politisk verksamhet
Hegelands partipolitiska sympatier uppges ha varit växlande under decennierna. I sin ungdom var han socialdemokrat, under sin tid som nationalekonomiprofessor på 1960-talet folkpartist, därefter centerpartist och slutligen moderat under 1970-talet. Han menade dock att han själv inte hade bytt åsikter under denna partipolitiska resa. Hegeland publicerade flera artiklar och skrifter till stöd för marknadsekonomin och mot socialism och löntagarfonder i slutet av 1970- och början av 1980-talet.
Hegeland blev 1982 moderat riksdagsledamot på ett mandat i Göteborgs kommuns valkrets. När Hegeland kom in i riksdagen vid 60 års ålder hade han en lång, framgångsrik och omväxlande akademisk karriär bakom sig och kom att inta en mycket självständig hållning som riksdagsledamot, vilket gav avtryck i de riksdagsmotioner och debattartiklar han skrev.
Denna självständiga hållning ledde till att Hegeland kom i konflikt med den moderata partiledningen i samband med den borgerliga regeringsperioden 1991-1994. I januari 1992 kritiserade Hegeland den svenska kronans koppling till European Currency Unit (ECU) i en debattartikel i Dagens Nyheter och han upprepade sin kritik i samband med "krisöverenskommelsen" mellan den borgerliga regeringen och socialdemokraterna i september 1992 och menade att en flytande valutakurs vore att föredra. Han uppges på grund av dessa uttalanden ha blivit kraftigt kritiserad av moderaternas gruppledare Lars Tobisson, även han Göteborgsmoderat, och av statssekreteraren Urban Bäckström.
Hegeland har själv hävdat att dessa händelser och hans motstånd mot EMU ledde till att han inte tilläts stanna kvar som riksdagsledamot efter Riksdagsvalet i Sverige 1994, då Hegeland var 72 år gammal. Dessa konflikter och åsiktsskillnader till trots fortsatte Hegeland att vara aktiv inom Göteborgsmoderaterna.
1996 lämnade Hegeland sitt politiska testamente i boken Hegeland om Helgeandsholmen, där han beskriver sina erfarenheter från tolv år som riksdagsledamot. Han talar om ledamöterna som maktlösa marionetter, om politikerföraktet och han propagerar för att antalet utskottsledamöter och totala antalet riksdagsledamöter borde minskas. Han föreslår i boken också att en första kammare med endast två ledamöter från varje valkrets borde införas.

### Redaktörskap
- Maximer om marknaden : [formulerade av anhängare och kritiker]. Göteborg: Karima. 1978. Libris 7751882. ISBN 91-85704-01-6
- Money, growth, and methodology and other essays in economics : in honor of Johan Åkerman, March 31, 1961. Lund social scince studies ; 20. Lund: Gleerup. 1961. Libris 654451